# Daniel Halévy

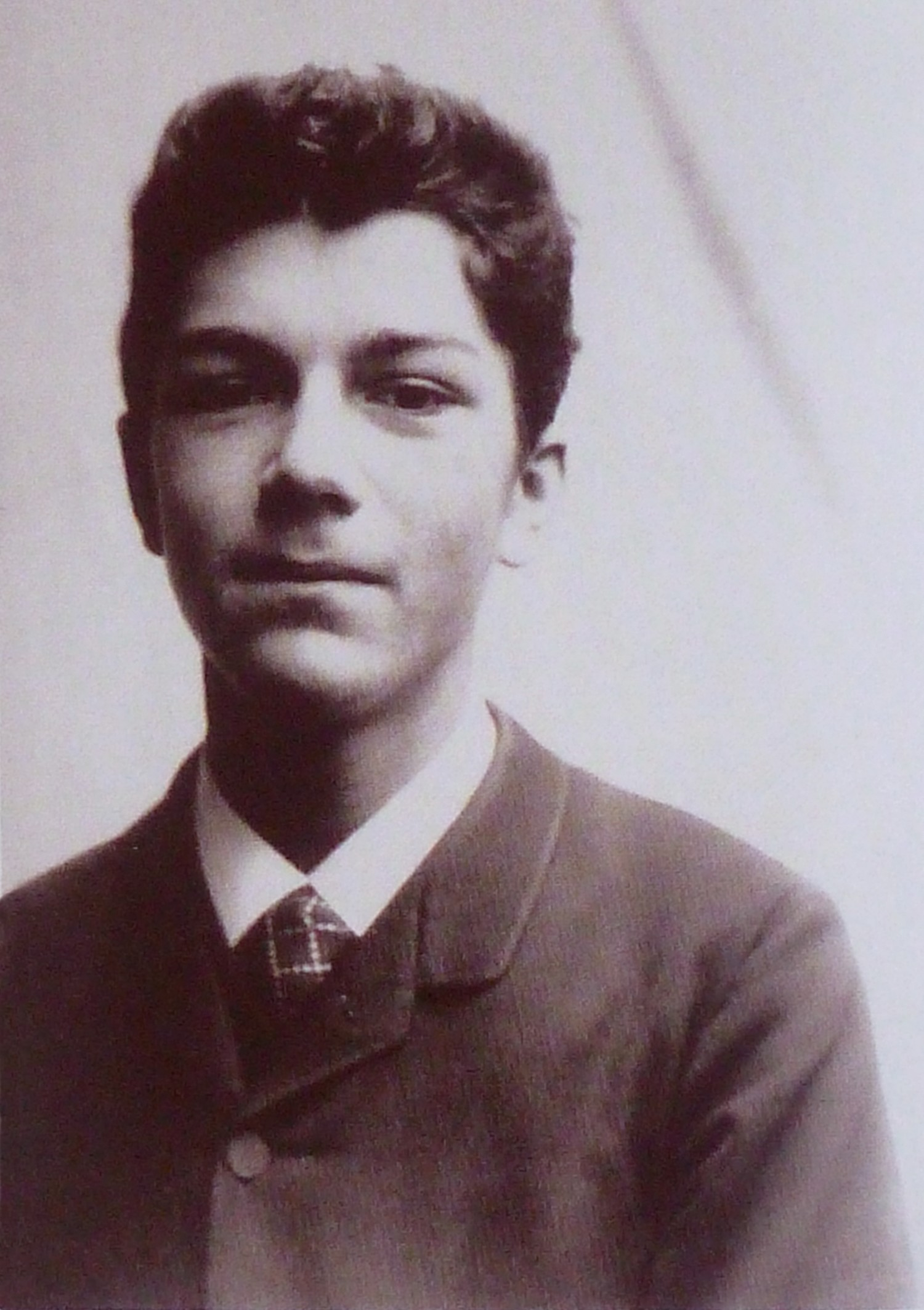
Daniel Halévy um 1885

Daniel Halévy (* 12. Dezember 1872 in Paris; † 4. Februar 1962 ebenda) war ein französischer Essayist und Historiker.

## Leben
Der Sohn von Ludovic Halévy studierte am Lycée Condorcet, wo er auch Marcel Proust kennenlernte, und dann an der Schule für orientalische Sprachen. 
Daniel Halévy nahm zur Dreyfus-Affäre Stellung, die Frankreich stark aufwühlte. Am 15. Januar 1898 veröffentlichte Le Temps eine Petition, die auch Halévy unterschrieben hatte, in der die Revision des Fehlurteils gegen Alfred Dreyfus gefordert wurde. Getragen war diese Petition von Émile Zola und vielen bekannten Persönlichkeiten aus verschiedenen Bereichen.
Von 1921 bis 1937 war er Herausgeber der Reihe „Cahiers verts“.  Zudem war er 1949 gewähltes Mitglied der Akademie der Moralischen und Politischen Wissenschaften.
Halévy ist der Stiefvater und Großvater der französischen Politiker Louis Joxe und Pierre Joxe.